# 聖心主教座堂 (塞拉耶佛)

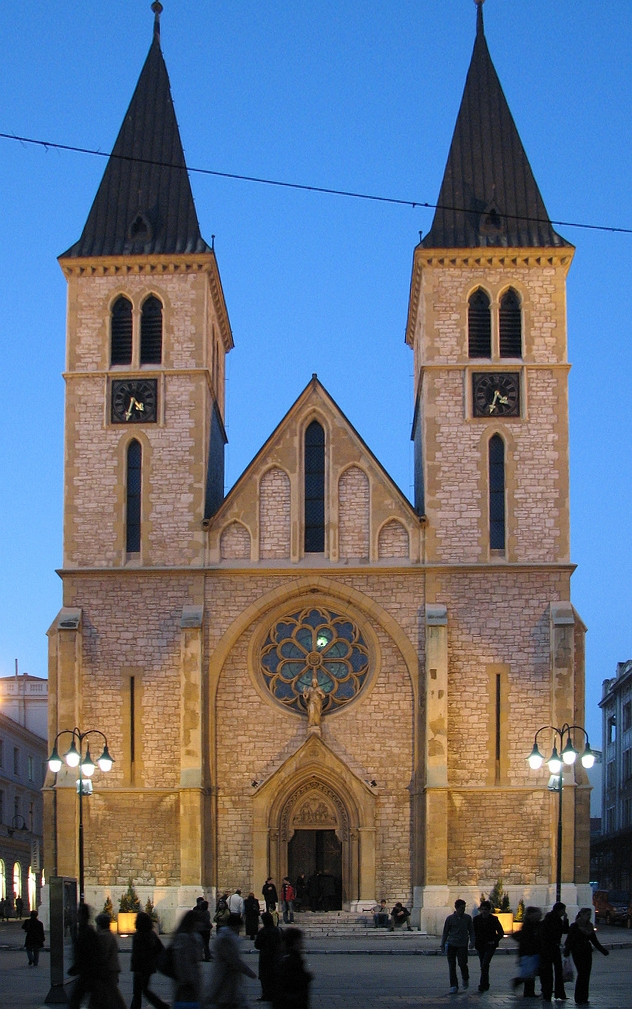
位于波黑 萨拉热窝的基督教壁炉座堂

聖心主教座堂是塞拉耶佛的一座教堂，也是波士尼亞與赫塞哥維納最大的教堂。這座教堂是天主教塞拉耶佛總教區的主教座堂。聖心主教座堂位於塞拉耶佛的舊城區。教堂於1884年8月25日開始建設，1889年8月竣工。教堂是塞拉耶佛的城市象徵之一。 

## 外部連結
- Cathedral of Jesus' Sacred Heart （页面存档备份，存于）
- Katolička Tiskovna Agencija （克羅埃西亞文）

43°51′34″N 18°25′31″E / 43.8594°N 18.4254°E